# Lepkehimlő
A lepkehimlő (erythema infectiosum, további elterjedt nevei ötödik betegség, pillangóvírus) egy főként gyermekeket érintő vírusfertőzés, mely általában 7-10 napig tart, és többnyire nem igényel kezelést. A tünetek jelentkezésekor a beteg általában már nem fertőző.
A betegség számos formáját az eritrovírus (előző néven parvovírus B19) okozza. 
A betegség ismert nevei utalnak a szimptómák formájára, melyek lepke alakú foltokban jelentkeznek először a beteg arcán. Angol nyelvterületen a neve slapped cheek syndrome vagy slapped face (megpofozott arc), Japánban pedig りんご病 (ringobjó), vagyis „almabetegség”, utalva az arc pirosságára.

## Tünetek
Az arcpír a legjellemzőbb kezdeti tünet gyermekeknél, mely néha szétterjed az orr és a száj köré is. Az arcpír mellett gyakran kialakul vörös kiütés a teljes testen, melyből a leggyakoribb a kar tetején és a lábakon. A kiütés általában 7-10 napig tart, néhány esetben 2-3 hétig is, és általában nem igényel kezelést. A páciensek általában már nem fertőznek akkor, amikor a kiütések megjelennek.
Nem mindenkinél az arcpír a kezdeti tünet: a kiütések bárhol kezdődhetnek. Az igen erősen viszkető kiütések alakja és nagysága szinte folyamatosan változik. A kiütések színe lilás is lehet.
A tinédzserek és felnőttek esetén ízületi fájdalmak jelentkezhetnek a csukló, térdek, bokák, ujjak és vállak környékén.
A betegség általában enyhe lefolyású, és kezelés nélkül elmúlik. Előfordulnak azonban súlyosabb tünetek a rizikócsoportok esetén:
- Terhes nők esetében az első harmadban a fertőzés hydrops fetalis betegséghez vezethet a magzatban, ami spontán vetélést okozhat.
- A hemolitikus anémia (drepanocytosis) krónikus betegségeiben (pl. örökletes spherocytosis) a fertőzés reticulocytopenia betegséget okozhat (a fejlődő vörös-vértestek számának csökkenése).[1][2]

## Terjedése
A betegség főként cseppfertőzéssel terjed, de fertőzött vérrel való érintkezés is továbbíthatja. A lappangási ideje általában 4-21 nap, mely egyben a fertőző időszak is. A betegek a legfertőzőbbek a tünetek kialakulása előtt. Általában kisiskolások, tanárok, ápolók és gyermekeiket gondozó anyák a leggyakoribb fertőzöttek. A tünetek kialakulásakor a fertőzés esélye alacsony, ezért a tünetekkel rendelkező személyek elkülönítése nem szükséges.

## Epidemiológia
Bár szinte minden életkorban elkapható, a leggyakoribban az öt és tizenöt év közötti korosztályra jellemző. A felnőttkor elérésekor általában a lakosság fele immunis a betegségre egy korábbi fertőzésnek köszönhetően. A fertőzések általában bölcsődékben, óvodákban és általános iskolákban fordulnak elő, mindemellett foglalkozási kockázatot jelentenek az iskolai személyzetnek. Nem érhető el vakcina a B19-es humán parvovírusra, de történtek kísérletek annak kifejlesztésére.

## Története
Az „ötödik betegség” elnevezés a klasszikus, gyermekkorban előforduló kiütéses betegségek listájában ötödik helyre utal:
1. kanyaró
2. skarlát
3. rózsahimlő (rubeola)
4. Filatov–Dukes-kór (ma már nem tartják a skarláttól különálló betegségnek)
5. Erythema infectiosum
6. Exanthema subitum („háromnapos láz”)

A betegséget először Robert Willan írta le 1799-ben, „Rubeola, sine catarrho” (orrfolyás nélküli rubeola) formában hivatkozva rá. Ezt követte 1889-ben Anton Tschamer alaposabb definíciója, ami egy rubeolaváltozatként („ortliche rotheln”) hivatkozott rá, melyet 1896-ban T. Escherich azonosított eltérő betegségként és nevezett el „erythema infectiosum”-nak 1899-ben.